# Фогтлендер, Эдит фон
Эдит фон Фогтлендер (нем. Edith von Voigtländer; 8 июня 1892, Веймар — 4 июля 1978, Римерлинг, ныне в составе Хоэнбрунна) — немецкая скрипачка, преподаватель.
Училась в Консерватории Штерна у Исая Бармаса. В 13-летнем возрасте дебютировала как солистка с Берлинским филармоническим оркестром. В 1909 году была удостоена Золотой медали искусства и науки герцогства Саксен-Кобург-Гота. На протяжении 1910—20-х годов много концертировала в составе фортепианного трио Эллы Йонас-Штокхаузен. В годы Второй мировой войны выезжала с гастролями в оккупированную Францию. В 1940 году награждена Музыкальной премией Мюнхена.
После Второй мировой войны с 1946 года — профессор Мюнхенской высшей школы музыки и театра. В 1961 году удостоена Баварского ордена «За заслуги».
Основу репертуара Фогтлендер составляли произведения Вольфганга Амадея Моцарта, Людвига ван Бетховена, Ганса Пфицнера.